# NGC 3288
NGC 3288 este o intermediate spiral galaxy⁠(d) situată în constelația Ursa Mare. A fost descoperită în 9 aprilie 1793 de către William Herschel. Se află la o distanță de 120 de megaparseci de Pământ.